# 日置市立飯牟礼小学校
日置市立飯牟礼小学校（ひおきしりついいむれしょうがっこう）は鹿児島県日置市伊集院町飯牟礼にある市立小学校。

## 歴史
1883年（明治16年）に飯牟礼簡易小学校として開校した。その後1941年（昭和16年）に国民学校令が施行され飯牟礼国民学校に改称し、第二次世界大戦終戦後の1947年（昭和22年）に伊集院町立飯牟礼小学校となり、2005年（平成17年）に伊集院町が東市来町、日吉町、吹上町と合併し日置市になるに伴い日置市立飯牟礼小学校となった。

## 周辺
- 日置広域農道
- 飯牟礼児童館

## 通学区域
日置市伊集院町飯牟礼、伊集院町恋之原、伊集院町古城の全域及び伊集院町下谷口の一部。